# 2021 코파 델 레이 결승전
2021 코파 델 레이 결승전(스페인어: La Final de la Copa del Rey de 2021)은 스페인의 최고 축구 컵대회의 117번째 시즌인 코파 델 레이 2020-21의 우승 구단을 결정하기 위해 진행된 경기이다. 이 경기는 2021년 4월 17일에 세비야의 라 카르투하에서 열렸고, 아틀레틱 빌바오와 바르셀로나가 경합했다.
바르셀로나는 4-0 완승을 거두면서 3년 만의 우승이자 통산 31번째 대회 우승을 거두었다.

## 배경
대회는 스페인의 코로나19 범유행이 한창인 와중에 진행되었고, 그 결과 대회 전 경기 무관중 경기로 진행되었다. 바르셀로나는 결승전까지의 행보는 아슬아슬한 승리와 대역전극으로 점철되어 있는데, 코르넬랴와의 경기에서는 두 차례 페널티킥을 실축해 연장전까지 가서야 승부를 보았고, 2부 리그에 속한 라요 바예카노를 상대로는 막판 20분을 남겨놓고 두 차례 골망을 흔들어 승리했으며, 그라나다전에서는 경기 종료 3분 전까지 0-2로 끌려다니다, 연장전 끝에 5-3 승리를 거두었다. 그라나다전 승리로 바르셀로나는 준결승전에서 세비야(2018년 결승전 상대로, 준결승 2차전에 걸쳐 상대했다)를 맞이하여 산체스 피스후안 원정에서 0-2로 패했다. 캄 노우에서 벌어진 2차전에서 우스만 뎀벨레가 일찍 선제골을 터뜨리고 마크-안드레 테어 슈테겐이 페널티킥을 선방해 바르사의 희망의 불씨를 살렸지만, 90분 정규 시간이 끝날 와중까지 동점골이 터지지 않았다. 제라르드 피케가 추가 시간 4분의 경기 종료 목전에 동점골을 터뜨려 합계에서 동률을 이루었고, 마르틴 브레이스웨이트가 연장전에서 결승골을 기록해 소속 구단의 통산 42번째 결승행으로 이끌었다.
아틀레틱 빌바오도 결승전까지 아슬아슬한 승부를 벌였다: 3부 리그의 이비사를 상대로는 막판 결승골에 힘입어 2-1 진땀승을 거두었고, 알코야노(앞서 레알 마드리드를 탈락시키고 16강에 진출했다)전에서도 막판 결승골로 신승을 거두었고, 베티스와의 8강전에서는 후반 추가시간 3분에 득점하여 승부를 연장전으로 이어나가 승부차기에서 단 한 명의 주자도 실축하지 않았다. 레반테와의 준결승 두 경기에서 모두 선제골을 허용했지만 동점골을 넣어(1차전에는 이니고 마르티네스가, 2차전은 라울 가르시아가 페널티 킥으로 골을 기록했다) 승부를 연장전으로 끌고 갔고, 연장전 종료 8분을 남겨놓고 알렉스 베렝게르의 굴절로 결승골이 터지면서 구단 통산 39번째 대회 결승전에 진출했다.(단 1904년 결승전은 실제로 진행되지 않고, 빌바오가 부전승으로 우승했다)
2021년 결승전 진출 구단이 결정될 당시 아틀레틱 빌바오와 레알 소시에다드 간의 2020년 결승전은 아직 진행되지 않았고, 2021년 4월 3일에 비스카이아 도는 둘도 없는 1달 이내 두 차례의 우승을 경험할 기회를 잡았다. 대회의 연기에 따라 마르셀리노가 가장 최근에 치러진 2019년 결승전에서 발렌시아를 이끌고 우승했었기에 마르셀리노 감독은 3연패의 기회를 잡았다. 또한 파랑-클라르 군단은 2019년 결승전에서 6대회 연속 결승 진출과 2014년 이래 첫 패배를 기록했다. 결승전 연속 진출 기록은 종전의 레알 마드리드가 1900년대에, 아틀레틱이 1930년대에 세운 기록을 경신했다. 2020년 결승전이 마침내 치러졌을 때, 아틀레틱은 0-1로 패해 준우승을 거두었다.
바르셀로나와 아틀레틱 빌바오는 이전에 8차례 대회 결승전에서 맞붙었다. 바르셀로나는 1920년, 1942년, 1953년, 2009년, 2012년, 그리고 가장 최근인 2015년 결승전에서 승리했고, 아틀레틱은 1932년과 1984년 결승전에서 승리했다. 두 구단은 2021년에 다시 맞붙으면서 코파 델 레이 역사상 최다 맞대결 기록을 세웠는데, 종전에 아틀레틱과 레알 마드리드 간의 맞대결 기록 횟수를 제쳤다. (역대 최다 결승전 맞대결 3위는 마드리드와 바르셀로나 간의 고전 더비로 7차례 진행되었다)
양 구단은 수페르코파 데 에스파냐에서도 자주 맞대결을 벌였는데, 아틀레틱이 참가한 4번의 경기(1983년, 2009년, 2015년, 그리고 2021년) 모두 바르셀로나를 상대했다. 둘 간의 가장 최근 수페르코파 맞대결은 본 경기 3달 전에 펼쳐졌으며 같은 경기장에서(코로나19 범유행에 따라 무관중 경기로 치러졌다) 아틀레틱이 연장전 끝에 이냐키 윌리암스의 결승골에 힘입어 3-2로 승리했다. 코파 델 레이 결승전 진출에 따라, 두 구단 모두 수페르코파 데 에스파냐 진출권을 확보했고, 아틀레틱은 수페르코파 정상을 방어할 기회를 잡았다.
라 리가에서 두 구단이 벌인 맞대결에(두 경기 모두 일정 문제로 2021년 1월에 맞붙었는데, 수페르코파 경기 2주 전후로 치러졌다) 바르사가 두 차례 모두 이겼지만(산 마메스에서 3-2, 캄 노우에서 2-1, 리오넬 메시가 바르셀로나의 5골 중 3골 득점) 두 경기 모두 한 골 차이밖에 나지 않은 치열한 접전이었다.

## 결승전까지의 경기
| 아틀레틱 빌바오 | 아틀레틱 빌바오        | 단계     | 바르셀로나    | 바르셀로나             |  |
| --------------- | ---------------------- | -------- | ------------- | ---------------------- |  |
| 상대            | 결과                   |          | 상대          | 결과                   |  |
| 부전승          | 부전승                 | 1라운드  | 부전승        | 부전승                 |  |
| 부전승          | 부전승                 | 2라운드  | 부전승        | 부전승                 |  |
| 이비사          | 2–1 (원)               | 32강전   | 코르넬랴      | 2–0 (연, 원)           |  |
| 알코야노        | 2–1 (원)               | 16강전   | 라요 바예카노 | 2–1 (원)               |  |
| 베티스          | 1–1 (4-1 승, 원)       | 8강전    | 그라나다      | 5–3 (연, 원)           |  |
| 레반테          | 1–1 (안), 2–1 (연, 원) | 준결승전 | 세비야        | 0–2 (원), 3–0 (연, 안) |  |

범례: (안) = 안방 경기; (원) = 원정 경기

## 경기

### 상세 경기 정보
| 아틀레틱 빌바오 | 0–4    | 바르셀로나                               |
| --------------- | ------ | ---------------------------------------- |
|                 | 리포트 | 그리즈만 60′ · 더 용 63′ · 메시 68′, 72′ |

| 아틀레틱 | 바르셀로나 |

| GK         | 1  | 우나이 시몬            |     |     |
| RB         | 18 | 오스카르 데 마르코스   |     |     |
| CB         | 5  | 예라이 알바레스        |     | 67′ |
| CB         | 4  | 이니고 마르티네스      |     |     |
| LB         | 24 | 미켈 발렌시아가        |     |     |
| RM         | 12 | 알렉스 베렝게르        |     | 54′ |
| CM         | 14 | 다니 가르시아          | 39′ |     |
| CM         | 8  | 우나이 로페스          |     | 67′ |
| LM         | 10 | 이케르 무니아인 (주장) |     | 46′ |
| CF         | 9  | 이냐키 윌리암스        |     | 67′ |
| CF         | 22 | 라울 가르시아          |     |     |
| 교체 선수: |    |                        |     |     |
| GK         | 13 | 호킨 에스키에타        |     |     |
| DF         | 3  | 우나이 누녜스          |     | 67′ |
| DF         | 15 | 이니고 레쿠에          |     | 46′ |
| DF         | 17 | 유리 베르치체          | 90′ | 67′ |
| DF         | 21 | 안데르 카파            |     |     |
| MF         | 6  | 미켈 베스가            |     | 54′ |
| MF         | 27 | 우나이 벤세도르        |     |     |
| FW         | 2  | 혼 모르시요            |     |     |
| FW         | 20 | 아시에르 비얄리브레    |     | 67′ |
| 감독:      |    |                        |     |     |
| 마르셀리노 |    |                        |     |     |

| GK          | 1  | 마크-안드레 테어 슈테겐 |  |     |
| CB          | 28 | 오스카르 밍게사         |  | 87′ |
| CB          | 3  | 제라르드 피케           |  | 82′ |
| CB          | 15 | 클레망 랑글레           |  |     |
| DM          | 5  | 세르지오 부스케츠       |  |     |
| RM          | 2  | 세르지뇨 데스트         |  | 74′ |
| CM          | 21 | 프렝키 더 용            |  |     |
| CM          | 16 | 페드리                  |  | 81′ |
| LM          | 18 | 조르디 알바             |  |     |
| CF          | 10 | 리오넬 메시 (주장)      |  |     |
| CF          | 7  | 앙투안 그리즈만         |  | 88′ |
| 교체 선수:  |    |                         |  |     |
| GK          | 26 | 이냐키 페냐             |  |     |
| GK          | 36 | 아르나우 테나스         |  |     |
| DF          | 4  | 로날드 아라우호         |  | 82′ |
| DF          | 20 | 세르지 로베르토         |  | 74′ |
| DF          | 23 | 사뮈엘 움티티           |  |     |
| MF          | 27 | 일라시 모리바           |  | 81′ |
| FW          | 9  | 마르틴 브레이스웨이트   |  | 87′ |
| FW          | 11 | 우스만 뎀벨레           |  | 88′ |
| FW          | 17 | 프란시스쿠 트링캉       |  |     |
| 감독:       |    |                         |  |     |
| 로날트 쿠만 |    |                         |  |     |

| 최우수 선수: 리오넬 메시 (바르셀로나) 부심: 디에고 바르베로 세비야 (안달루시아) 라울 카바녜로 마르티네스 (무르시아) 대기심: 기예르모 콰드라 페르난데스 (발레아레스 제도) 제2 대기심: 미겔 마르티네스 무누에라 (발렌시아) 비디오 판독심: 호세 루이스 곤살레스 곤살레스 (카스티야 이 레온) 비디오 판독 부심: 이그나시오 이글레시아스 비야누에바 (갈리시아) | 경기 규정 - 90분. - 필요시 연장전 30분. - 이후에도 동률시 승부차기. - 교체 선수 9명 등록. - 최대 선수 5명 교체 가능, 연장전 돌입시 6번째 선수 교체 가능. |

## 같이 보기
- 아틀레틱-바르셀로나 경쟁

## 참고
1. 1 2  이 경기는 스페인의 코로나19 범유행에 따라 무관중 경기로 진행되었다.
2. ↑  아틀레틱 웹사이트에는 레알 마드리드와 결승전에서 9차례 맞대결을 펼쳤다고 되어 있으나,[19] 이 경우에는 1902년 즉위컵 결승전이 포함되는데, 즉위컵은 코파 델 레이로 포함시키는 것이 맞는지에 대한 논쟁이 현재 진행 중이다.
3. ↑  정규시간 및 연장전 후반 시작을 제외하고 최대 선수 3명을 교체할 수 있었으며, 연장전 돌입시 1명 추가 선수 교체 가능했다.